# Zum Goldenen Hirsch (Düsseldorf)

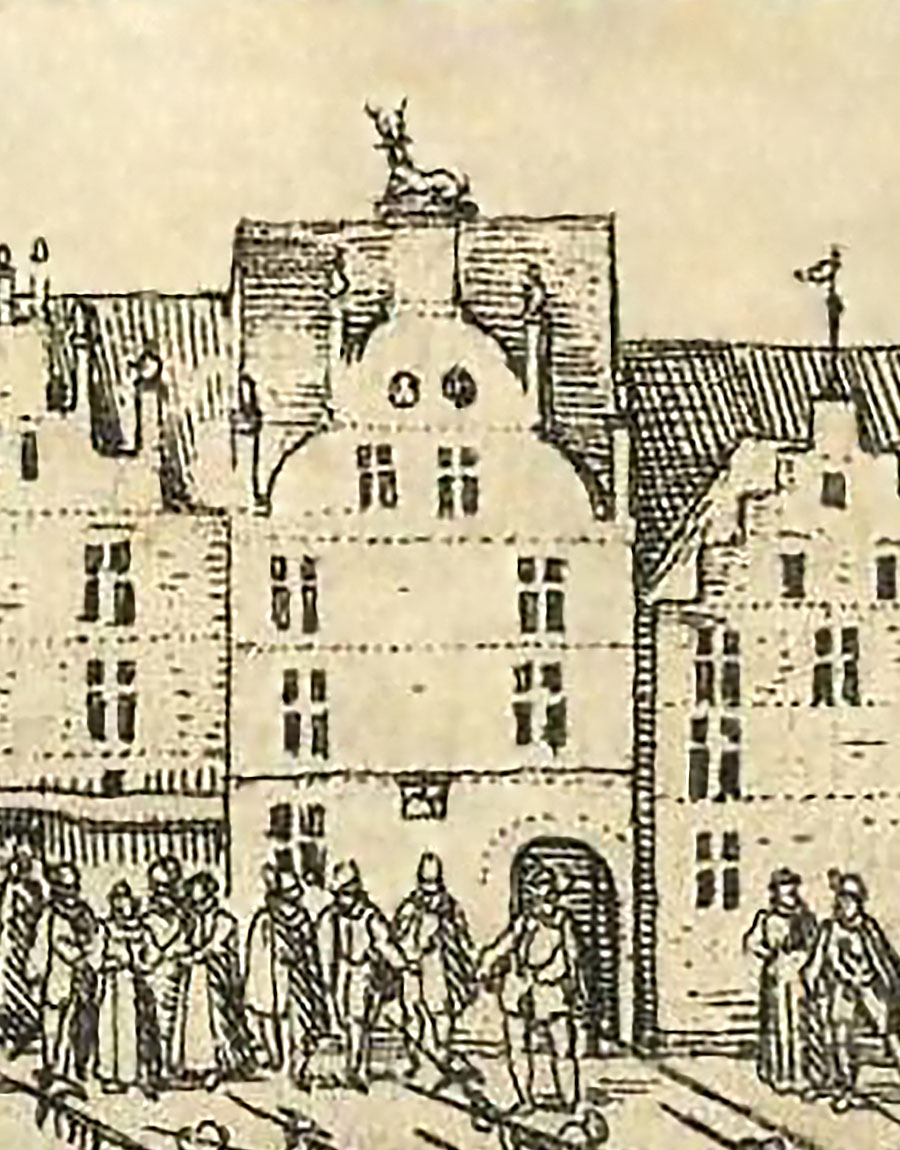
Das Haus „Zum Goldenen Hirsch“ soll Konrad Heresbach gehört haben, dessen Insignium ein am Bach trinkender Hirsch war (Illustration des Kupferstechers Franz Hogenberg auf einer Publikation des Dietrich Graminäus).

Das Haus „Zum Goldenen Hirsch“  in Düsseldorf am Marktplatz wurde zuerst in einer Illustration des Kupferstechers Franz Hogenberg aus dem Jahre 1585 dargestellt. Der Hofjurist und bergische Landschreiber Dietrich Graminäus publizierte im Jahre 1587 in Köln die Arbeit des Kupferstechers in seiner Beschreibung der Vermählung des Herzogssohns Johann Wilhelm mit der Markgräfin Jakobe von Baden. Das im Stil der Renaissance erbaute Haus wurde in einer Dissertation von Paul Sültenfuß im Jahre 1922 beschrieben. Demzufolge gilt es als ein Beispiel für den Einfluss des Alten Rathauses auf die Düsseldorfer Wohnhausbaukunst. Das Haus besteht nicht mehr.

## Beschreibung
Am Anfang der Düsseldorfer Renaissance stand noch die „konservative Richtung“ mit ihren „geschweiften Fialengiebeln“. Ein Beispiel dafür war das Haus „Zum Goldenen Hirsch“ am Marktplatz. Paul Sültenfuß sieht stilistische Ähnlichkeiten zwischen dem Giebel des Hauses „Zum Goldenen Hirsch“ und dem des Alten Rathauses:

„Die Zeichnung der Giebel […] steht der des Rathauses sehr nahe. Ich möchte auch auf das Haus „zum goldenen Hirsch“ auf Gramminaeus’ Marktplatz hinweisen.“

Paul Sültenfuß beschreibt das Haus „Zum Goldenen Hirsch“, das besonders reich gestaltet wurde, mit Fialen oder Pyramiden auf den ehemaligen Stufenabsätzen des Giebels, auf der obersten Stufe ein sitzender Hirsch, der vergoldet gewesen sein soll:

„Gramminaeus’ Ansicht des Düsseldorfer Marktplatzes bringt, neben Fachwerkbauten, eine ganze Musterkarte verschiedener Backsteinbauten:einfache Treppengiebel, Giebel mit Fialen auf den Treppenstufen, besonders reich das Haus mit dem Volutengiebel und Fialen oder Pyramiden auf den ehemaligen Stufenabsätzen, als Bekrönung auf der obersten Stufe ein sitzender Hirsch. Das „Haus zum goldenen Hirsch“, und der Hirsch war einst auch, so darf man nach anderen Signeten rheinischer Häuser annehmen, vergoldet.“

Paul Wietzorek erwähnt die Geschichte des Hauses in seiner Beschreibung des Kupferstichs von Franz Hogenberg:

„[…] Zwischen den stattlichen, giebelständigen Häusern der Marktstraße im Hintergrund geht es in die Bolkerstraße. Auf dem vierten Haus von rechts ist ein liegender Hirsch zu sehen. Man kann vermuten, dass dieses Haus dem Humanisten und herzoglichen Ratgeber Konrad Heresbach gehört, der als Wappentier und Hauszeichen einen Hirsch führte“